# Druk Namgyal
Druk Namgyal foi um Desi Druk do Reino do Butão, reinou de 1799 até 1803. Foi antecedido no trono por Tashi Namgyal, tendo-lhe seguido novamente Tashi Namgyal e depois deste Sangye Tendzin.